# Hospital Valle del Nalón
El Hospital Valle del Nalón es un hospital público situado en Riaño, en el municipio de Langreo (España). Presta servicios sanitarios especializados y pertenece al Servicio de Salud del Principado de Asturias.

## Descripción
Se encuentra en el área sanitaria VIII del Principado de Asturias, prestando servicio principalmente a la Mancomunidad del Valle del Nalón, es decir, los municipios de Langreo, San Martín del Rey Aurelio, Laviana,  Caso y Sobrescobio (80.000 aprox.).
Fue inaugurado en 1978 bajo el nombre Residencia Nuestra Señora del Rosario tras varios años de obras y proyectos para su ubicación. Se construyó en forma de estrella de tres puntas, situándose en el centro, en su último piso, la capellanía y helipuerto. En la década de 2000 se construyó un nuevo edificio anexo (consultas externas) y se reformaron los accesos.
Es uno de los centros asturianos que, mediante convenio con la Universidad de Oviedo, alberga las prácticas de MIR y otras especialdades sanitarias.
EL Hospital Valle del Nalón es un centro sanitario acreditado por la Joint Commission International (J.C.I.) desde 2007, siendo el primer Hospital Público en estar acreditado en España. Ha sido reacreditado por última vez en 2023.
La Acreditación J.C.I. de centros asistenciales es el reconocimiento de que un centro cumple niveles óptimos de calidad, a partir de la evaluación externa e independiente de todo el centro, tomando como referencia unos estándares derivados del consenso científico y técnico. The Joint Commission es a día de hoy la organización con más experiencia en acreditación de todo el mundo. 
Asimismo desde 2018 es un centro BPSO (Best Practice Spotlight Organizations), que agrupa a centros comprometidos con la excelencia en los cuidados con el objetivo de crear entornos laborales que permitan la excelencia clínica.
El Hospital Valle del Nalón fue evaluado entre los meses de octubre y noviembre de 2021, obteniendo la certificación como Hospital tipo IV Estándar, en Auditoría GECCAS del SESPA.
Posee el Sello Asturiano de Movilidad Segura desde el 2023, es uno de los dos hospitales Asturianos que lo poseen.